# Lupin III - La lacrima della Dea
Lupin III - La lacrima della Dea (ルパン三世 セブンデイズ・ラプソディ?, Rupan Sansei Sebundeizu Rapusodi) lett. Lupin III - Rapsodia di sette giorni, è il diciottesimo special televisivo giapponese con protagonista Lupin III, il celebre ladro creato dalla mente di Monkey Punch, trasmesso per la prima volta in Giappone su Nippon Television l'8 settembre 2006. È stato mandato in onda, in prima visione, diviso in quattro parti, su Italia 1, dal 4 al 9 luglio 2008. Per il mercato home video il titolo del film è stato anche modificato in Lupin III - Lacrima della Dea, togliendo l'articolo "La".
È il primo special in cui Lupin viene doppiato in Italia da Stefano Onofri, dopo la scomparsa di Roberto Del Giudice.

## Trama
Lupin vuole rubare un diamante che si può vedere solo per 7 giorni, di proprietà del nuovo presidente degli U.S.A.; alle sue spalle cospirano anche dei trafficanti d'armi che intendono impadronirsene, per sostituirlo con una copia che in realtà è una bomba e poter così ricattare il politico. In tutto questo Jigen viene contattato da un vecchio compagno d'armi assunto da uno dei trafficanti che vogliono uccidere Lupin, cosa che porterà il pistolero a scontrarsi col suo amico.

## Doppiaggio
| Personaggio               | Doppiatore originale | Doppiatore italiano |
| ------------------------- | -------------------- | ------------------- |
| Lupin III                 | Kan'ichi Kurita      | Stefano Onofri      |
| Daisuke Jigen             | Kiyoshi Kobayashi    | Sandro Pellegrini   |
| Fujiko Mine               | Eiko Masuyama        | Alessandra Korompay |
| Goemon Ishikawa XIII      | Makio Inoue          | Antonio Palumbo     |
| Ispettore Koichi Zenigata | Gorō Naya            | Rodolfo Bianchi     |
| Michelle Kyuick           | Mariya Ise           | Gemma Donati        |
| Guz Kyuick                | Masane Tsukayama     | Bruno Alessandro    |
| Riatt                     | Fumihiko Tachiki     | Enzo Avolio         |
| Fuoco                     | Shunsuke Sakuya      | Gabriele Lopez      |
| Danon                     | Yōsuke Akimoto       | ?                   |

Doppiaggio italiano:
- A cura di: Ludovica Bonanome
- Casa di doppiaggio: BI.G S.r.l.
- Direttore del doppiaggio: Giorgio Lopez
- Dialoghi italiani: Nicola Marcucci

## Edizioni home video

### DVD
Il DVD è uscito, edito da Yamato Video, il 10 marzo 2009 col titolo "Lupin III - Lacrima della Dea" (senza l'articolo "La"). Per le edicole è stato ristampato con De Agostini il 1º agosto 2009 e con La Gazzetta dello Sport il 20 aprile 2012. In queste ultime due edizioni è stato ripristinato il "La" nella copertina e nel libretto allegato, ma l'interno del disco è rimasto uguale all'edizione Yamato, non avendo quindi l'articolo in questione.

### Blu-ray Disc
In Giappone il film è stato rimasterizzato in alta definizione e venduto in formato Blu-ray Disc all'interno della raccolta LUPIN THE BOX - TV Special BD Collection (LUPIN THE BOX ~ TV スペシャルBDコレクション~?).